# 51è Cos (Alemanya)
El 51è Cos d'Exèrcit (alemany: LI. Armeekorps) va ser un cos d'infanteria de l'exèrcit alemany durant la Segona Guerra Mundial que va participar en la invasió de Iugoslàvia. També va estar present en la batalla de Stalingrad, on va ser comandat pel general Walther von Seydlitz-Kurzbach. Després que von Seydlitz-Kurzbach instruís als seus oficials el 25 de gener de 1943 que la qüestió de la rendició era la seva elecció personal, va ser rellevat del comandament.
Després que la major part del cos fos capturat o destruït a Stalingrad, les restes es van combinar amb altres unitats per formar el 51è Cos de Muntanya l'agost de 1943, sota el comandament del general Valentin Feurstein. El 51è Cos de Muntanya va formar part de les forces alemanyes a Itàlia durant la resta de la guerra, participant en la batalla de Monte Cassino i altres accions defensives alemanyes

## Història

### Primera formació 1941/43 - LI. Armeekorps
El Generalkommando del LI.Armeekorps va ser establert el 25 de novembre de 1940 al districte militar Wehrkreis XVII corresponent a la vall del Danubi a l'oest de Viena, inclòs aquest últim.
Durant la campanya de Iugoslàvia (abril de 1941) va ser assignat al 2. Armee i incloïa la 101. leichte Infanterie-Division (ascendida el 1942 a 101. Jäger-Division), la 132 i la 183. Infanterie-Division. El primer atac a través de la frontera d'Estíria es va dur a terme cap a Maribor.
El LI. Armeekorps va ser assignat al 6. Armee del Heeresgruppe Süd durant l'operació Barbarrossa el juliol de 1941. Desplegat a la primera línia a mitjans de juliol al Toporischtsche-Sokołów Podlaski estava format per les divisions d'infanteria 71, 262 i 296. Avançant al nord-est de Jitòmir cap a Radomyšl', les divisions del cos, al cap de pont sobre el riu Teteriv al nord de Malyn, van resistir forts atacs soviètics.
A finals de juliol, a més de la 98. Infanterie-Division, es van incorporar al cos les divisions 111. i 113. Després de travessar el riu Irpień, el cos havia d'atacar Kíev, però no va poder prendre la ciutat en el primer assalt.
Durant la batalla de Kíev, el cos va mantenir un cap de pont a través del Dnieper al voltant del poble d'Hornostajpil i fins al riu Desna a la ciutat d'Ostër. Després de durs combats amb el Cinquè Exèrcit Soviètic (del general Potapov per l'expansió del cap de pont entre el Dnièper i el Desna, el LI. Korps , després d'haver avançat cap a la ciutat de Boryspil' amb el suport del XVII. Armeekorps comandat per Kienitz, va aconseguir, a finals de setembre, prendre Kíev, envoltant i capturant enormes forces soviètiques. L'avanç posterior cap a Khàrkiv va ser impedit per les fortes pluges de tardor que van fer la plana intransitable.
A principis de desembre, el cos va participar en intenses batalles defensives, en el dur hivern rus, al sud-est de Khàrkiv, on el cos va mantenir la ciutat de Balaklija, contenint així l'empenta soviètica al voltant de la ciutat d'Isjum al llarg del riu Seversky Donets. La sortida resultant de 100 km de profunditat va ser mantinguda pels soviètics fins al maig de 1942, quan un contraatac per part del III i del XXXX. Panzerkorps el va tallar del nord i del sud.

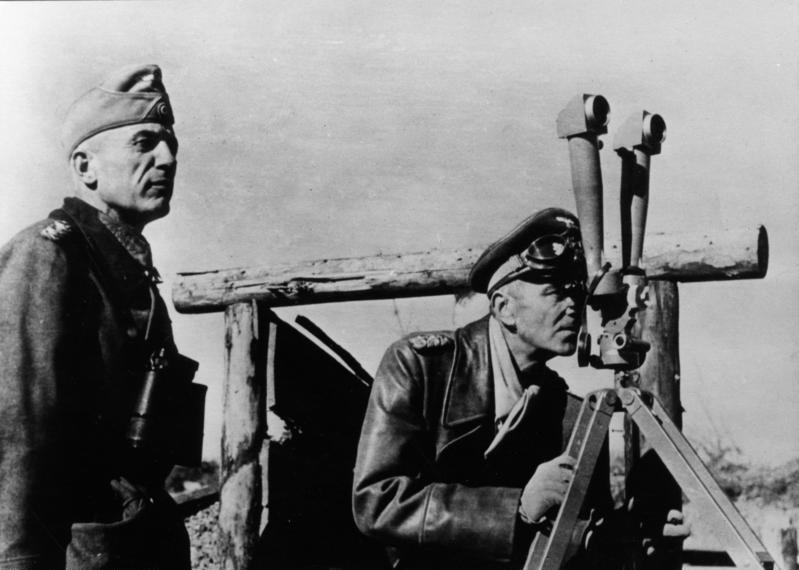
Seydlitz-Kurzbach (a esquerra) amb el general Friedrich Paulus a Rússia, 1942

A principis de maig, el general von Seydlitz va prendre el comandament del cos, que constava de les 44a i la 297a divisions d'infanteria.
Amb l'ofensiva d'estiu alemanya del 28 de juny de 1942, el cos, assignat temporalment al 1. Panzerarmee, va entrar a la zona de Kup"jans'k per atacar els guals del riu Oskol. El cos estava tàcticament subordinat al grup de von Mackensen (III. Armeekorps i se li van assignar les divisions d'infanteria 44a, 62a, 71a, 297a i 384a.
Després de travessar el riu Aidar va arribar a la ciutat de Morozovsk avançant cap al Don fins al 20 de juliol, i seguint la línia del ferrocarril fins a la ciutat de Kalach (Oblast de Voronej) va travessar el riu Cir. El 26 de juliol, el LI. Armeekorps es va traslladar al sud del Čir amb la 71a Divisió i va arribar al Don a Nizhny Čir i amb la 297a Divisió va creuar el Čir cap a l'afluent del Don, el Reka Liska. Del 26 de juliol a l'11 d'agost, juntament amb el 6è Exèrcit, va lluitar a la batalla de Kalač que va permetre als alemanys forçar el Don al voltant de la ciutat de Kalač-na-Donu.
A la batalla de Stalingrad, el quarter general del LI. Armeekorps, sota el lideratge del general von Seydlitz, va coordinar totes les operacions llargues i sagnants dins de l'àrea urbana de la ciutat durant dos mesos, malgrat estar contínuament reforçat amb la incorporació d'altres divisions noves, inclosa les divisions panzer 14. i 24., no aconseguí concloure victoriosament la batalla i, esgotat i debilitat, va romandre atrapat a les ruïnes de Stalingrad lluitant contra els tenaços defensors soviètics del 62è Exèrcit soviètic.
Des del 19 de novembre de 1942, l'Exèrcit Roig va trencar el front del  Armata a 3-a Română  al Don i va envoltar el 6è Exèrcit alemany a Stalingrad, inclòs el LI. Armeekorps. A la bossa encerclada el LI. Armeekorps, encara dirigit pel general von Seydlitz, va assumir el comandament de les restes de la 71a, 79a, 100a, 295a, 305a i 389a divisions d'infanteria. L'1 de febrer de 1943, els supervivents i tot el comandament del cos, que s'havien quedat aïllats a la bossa sud, foren fets presoners pels soviètics.

### Segona formació 1943/45 - LI. Gebirgskorps
El 51è Cos va ser recreat pel Generalkommando, el 25 d'agost de 1943, com LI. Gebirgskorps (LI Cos de Muntanya) a Viena, sota el comandament del general Kommandierender (comandant del cos d'exèrcit), el General der Gebirgstruppe Valentin Feurstein.
La tardor de 1943, el cos va tenir l'encàrrec de guarnir el nord d'Itàlia. A partir de gener de 1944 va ser utilitzat dins del 14. Armee i temporalment també en el 10. Armee en la batalla de Monte Cassino. La  44a Divisió d'Infanteria austríaca (44a Divisió de granaders) (tinent general Friedrich von Franek) es va desplegar a Monte Cassino i al massís del Cairo, més al nord estava flanquejada per la 5a. Gebirgs-Division, Generalleutnant Julius Ringel) que es va desplegar al Monte Santa Croce (al sud de San Biagio Saracinisco), a una altitud de 1.074 i al Monte Cifalco, a 10 km al nord de Cassino.
Després de la caiguda de la posició de Cassino, el cos va lluitar una sèrie de batalles defensives al centre d'Itàlia retirant-se cap al nord al llarg dels Apenins del nord. El Generalkommando del 51è Cos va dirigir les batalles defensives a la Val di Sieve, a Firenzuola, a la zona de Forlì, Florència i a la vall de Serchio. Així mateix, va coordinar la retirada de La Spezia a la costa de Ligúria. El 51è Cos, al qual havien estat assignades a mitjans d'abril la 148a Divisió de Reserva, la 114a Jager, la 232a i la 334a Divisions d'Infanteria , es va retirar de Carrara a Castelnuovo els últims mesos de la guerra. El 27 de març de 1945 el comandament de LI. Gebirgskorps de Botteghe d' Albinea va ser atacat pel Batalló Aliat format per unitats del Servei Aeri Especial i partisans, patint greus pèrdues, tot i que el comandant de l'estat major del cos, Georg Gartmayr, va sobreviure a l'atac. La capitulació va tenir lloc el 2 de maig de 1945 després de la retirada al nord del Po després del 14è Exèrcit (el general Lemelsen) a la zona de Brescia.

## Unitats subordinades

### Unitats organiques
- Arko 153
- Korps-Nachrichten-Abteilung 451
- Korps-Nachschubtruppen 451

### Unitats adjuntes
| 3 de setembre de 1941 - 79. Infanterie-Division - 98. Infanterie-Division - 111. Infanterie-Division - 113. Infanterie-Division - 262. Infanterie-Division | 2 d'octubre de 1941 - 44. Infanterie-Division - 79. Infanterie-Division | 4 de novembre de 1941 - 79. Infanterie-Division - 168. Infanterie-Division - 239. Infanterie-Division | 2 de gener de 1942 - 44. Infanterie-Division - 57. Infanterie-Division - 297. Infanterie-Division | 6 de febrer de 1942 - 44. Infanterie-Division - 297. Infanterie-Division - 454. Sicherungs-Division |

| 10 de març de 1942 - 44. Infanterie-Division - 97. Infanterie-Division - 454. Sicherungs-Division | 5 d'abril de 1942 - 44. Infanterie-Division - 297. Infanterie-Division | 11 de maig de 1942 - 44. Infanterie-Division - 71. Infanterie-Division - 297. Infanterie-Division | 1 de desembre de 1942 - 71. Infanterie-Division - 79. Infanterie-Division - 295. Infanterie-Division - 305. Infanterie-Division - 389. Infanterie-Division - 100. Jäger-Division | 1 de gener de 1943 - 71. Infanterie-Division - 79. Infanterie-Division - 295. Infanterie-Division - 305. Infanterie-Division - 389. Infanterie-Division - 100. Jäger-Division |

## Generals al comandament
- General der Infanterie Hans-Wolfgang Reinhard, creació – 8 de maig de 1942
- General der Artillerie Walther von Seydlitz-Kurzbach, 8 de maig de 1942 – 25 de gener de 1943[7]
- General der Gebirgstruppe Valentin Feurstein, 25 d'agost de 1943 - Gener de 1945
- General der Artillerie Friedrich Wilhelm Hauck, Gener de 1945 - Maig de 1945

Caps d'estat major
- Oberst i. G. Wilhelm Ochsner, 25 de novembre de 1940 - 28 d'agost de 1941
- Oberst Hans Clausius, 28 d'agost de 1941 - 18 de gener de1943
- Oberst Hans Georg Schmidt von Altenstadt, 15 d'agost de 1943 - 25 de gener de 1944
- Oberst Karl Heinrich Graf von Klinckowstroem, 25 de gener de 1944 - 25 de juliol de 1944
- Oberst Hermann Berlin, 25 de juliol de 1944 - 15 de setembre de 1944
- Oberst Georg Gartmayr, 15 de setembre de 1944 - 3 d'abril de 1945
- Oberstleutnant Gernot Nagel, 3 d'abril 1945 - Maig de 1945